# Aphidiphage

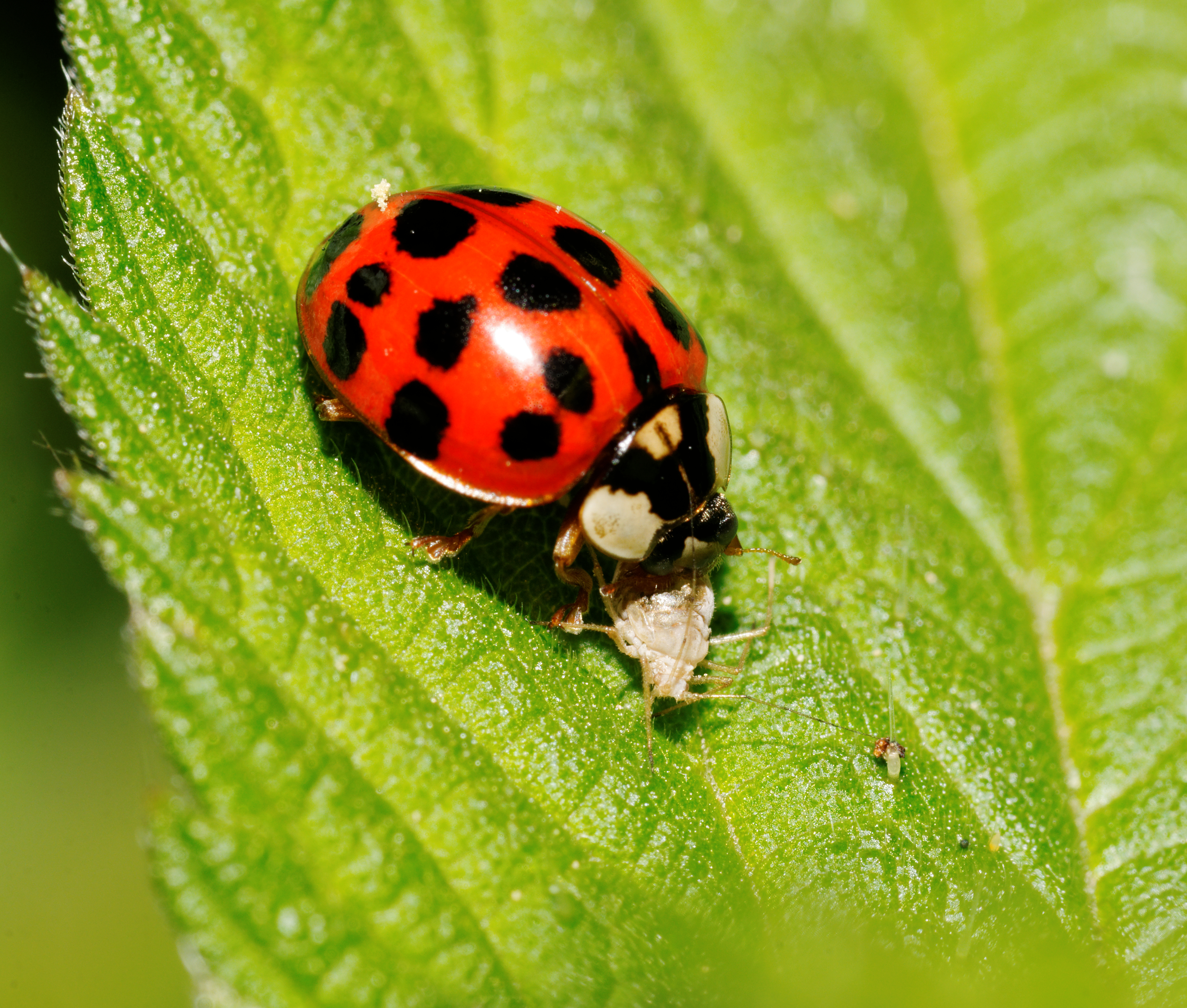
Une coccinelle asiatique (Harmonia axyridis) en train de manger un puceron.

Aphidiphage  se dit des animaux entomophages, notamment des insectes, qui se nourrissent d'aphidiens, de pucerons entre autres.
On peut notamment noter dans cette catégorie les familles d'insectes suivantes :  braconidés, coccinellidés (coccinelles), syrphidés, anthocoridés et chrysopidés.
De nombreuses espèces d'insectes aphidiphages sont utilisées comme agents de lutte biologique.